# Orland (Maine)
Orland es un pueblo ubicado en el condado de Hancock en el estado estadounidense de Maine. En el Censo de 2010 tenía una población de 2.225 habitantes y una densidad poblacional de 16,25 personas por km².

## Geografía
Orland se encuentra ubicado en las coordenadas 44°34′34″N 68°40′12″O / 44.57611, -68.67000. Según la Oficina del Censo de los Estados Unidos, Orland tiene una superficie total de 136.91 km², de la cual 121.82 km² corresponden a tierra firme y (11.02%) 15.09 km² es agua.

## Demografía
Según el censo de 2010, había 2.225 personas residiendo en Orland. La densidad de población era de 16,25 hab./km². De los 2.225 habitantes, Orland estaba compuesto por el 97.35% blancos, el 0.09% eran afroamericanos, el 0.49% eran amerindios, el 0.31% eran asiáticos, el 0% eran isleños del Pacífico, el 0.49% eran de otras razas y el 1.26% pertenecían a dos o más razas. Del total de la población el 1.17% eran hispanos o latinos de cualquier raza.